# Positions
Positions är det sjätte studioalbumet av den amerikanska sångerskan Ariana Grande. Den släpptes av Republic Records den 30 oktober 2020. Grande arbetade med många producenter på albumet, som London on da Track, Murda Beatz, Scott Storch och Charles Anderson, tillsammans med medförfattare Victoria Monét och Tayla Parx.
Positions är byggd kring teman som sexuell intimitet, romantisk hängivenhet och kärlek. Gästsång tillhandahålls av Doja Cat, the Weeknd och Ty Dolla Sign, tillsammans med Megan Thee Stallion på deluxe utgåvan.
Vid utgivningen möttes Positions med allmänt gynnsamma recensioner från musikkritiker, varav många berömde Grandes sång, men kritiserade albumets produktionsstil och lyrik.

## Låtlista
Krediter anpassade från Tidal.
| 1.           | Shut Up                        | Ariana Grande Tayla Parx                   | Tommy Brown Steven Franks [b] Travis Sayles [b] Peter Lee Johnson [c] | 2:37  |
| 2.           | 34+35                          | Grande Scott Nicholson Parx Victoria Monét | Brown Franks [a] Xavi [a] Johnson [c]                                 | 2:53  |
| 3.           | Motive (med Doja Cat)          | Grande Amala Dlamini Monét Nija Charles    | Brown Murda Beatz Franks [a] Joseph L'Étranger [a]                    | 2:47  |
| 4.           | Just like Magic                | Grande Priscilla Renea                     | Brown Franks Shea Taylor                                              | 2:29  |
| 5.           | Off the Table (med the Weeknd) | Grande Abel Tesfaye                        | Brown Shintaro Yasuda Franks [a] Sayles [a]                           | 3:59  |
| 6.           | Six Thirty                     | Grande Renea                               | Brown Franks Taylor [a] Nami [a]                                      | 3:04  |
| 7.           | Safety Net (med Ty Dolla Sign) | Grande Tyrone Griffin, Jr.                 | Brown The Rascals Keys Open Doors [b]                                 | 3:28  |
| 8.           | My Hair                        | Grande Monét Parx                          | Brown Scott Storch Anthony M. Jones [a] Scootie [a]                   | 2:38  |
| 9.           | Nasty                          | Grande Monét                               | Brown The Rascals Sayles Nami                                         | 3:20  |
| 10.          | West Side                      | Grande Monét                               | Brown Xavi Ammar Junedi [b]                                           | 2:12  |
| 11.          | Love Language                  | Grande Monét Parx Kam Parker               | Brown Sayles Tommy Parker                                             | 2:59  |
| 12.          | Positions                      | Grande Angelina Barrett                    | Brown Franks London on da Track                                       | 2:52  |
| 13.          | Obvious                        | Grande Charles                             | Brown Franks Sayles Josh Conerly [c]                                  | 2:28  |
| 14.          | POV                            | Grande Parx                                | Brown Franks Oliver Frid                                              | 3:21  |
| Total längd: | Total längd:                   | Total längd:                               | Total längd:                                                          | 41:07 |

| 15.          | Someone like U (mellanspel)                        | Grande                              | Brown Pop Wansel Sam Wishkoski Marqueze Parker [a] Sayles [a] | 1:16  |
| 16.          | Test Drive                                         | Grande Monét Parx                   | Brown Franks Murda Beatz Zachary Foster                       | 2:02  |
| 17.          | 34+35 Remix (med Doja Cat och Megan Thee Stallion) | Grande Dlamini Megan Pete Nicholson | Brown Franks [a] Xavi [a] Johnson                             | 3:03  |
| 18.          | Worst Behavior                                     | Grande Parx                         | Brown Franks T. Parker                                        | 2:04  |
| 19.          | Main Thing                                         | Grande                              | Brown Franks Xavi Sayles [a] Conerly [a] Yonatan Watts [a]    | 2:09  |
| Total längd: | Total längd:                                       | Total längd:                        | Total längd:                                                  | 51:41 |

### Anteckningar
- ^[a] betecknar en medproducent
- ^[b] betecknar ytterligare en producent
- ^[c] dessa bidragsgivare krediteras bara på digitala utgåvor av albumet